# Charles Csuri
Charles Csuri (Grant Town, Virginia Occidental, 4 de julio de 1922-Lakewood Ranch, Florida, 27 de febrero de 2022), conocido como Chuck Csuri, fue un ingeniero y artista norteamericano, pionero en el Arte Digital, nombrado como el "padre del arte digital y de la animación por computadora" a partir de que la revista Smithsonian lo denominara como tal. Sus investigaciones y su visión artística condujeron a avances en software que crearon nuevas herramientas artísticas para gráficos 3D por computadora, animación, videojuegos e impresión 3D.

## Biografía
Csuri nació el 4 de jolio de 1922, en Grant Town (Virginia Occidental), de padres húngaros. Creció en Cleveland, Ohio y murió en Lakewood Ranch, Florida, el 27 de febrero de 2022, a la edad de 99 años. Estudió en la Facultad de Ingeniería de Newark (Ohio State University) gracias a una beca de Fútbol Americano; Csuri fue miembro del equipo de Buckeye de 1941 a 1943 y jugó para el entrenador en jefe Paul Brown, donde destacó de manera notable, llegando a ser capitán del equipo que llevaría al campeonato nacional en 1942; su desempeño fue tal que se encuentra registrado en el Salón de la Fama del Fútbol Americano Universitario como MVP en la Conferencia Big Ten de 1942. 
Después de servir como capitán del equipo en 1943, Csuri fue seleccionado por los Chicago Cardinals (ahora llamados los Arizona Cardinals) en el Draft de la NFL de 1944, pero se negó a ingresar a la liga y optó por servir a su país en la Segunda Guerra Mundial. Sirvió a las fuerzas del ejército estadounidense de 1943 a 1946, donde luchó en la Batalla de las Ardenas en 1944. En el transcurso de la batalla, las líneas de comunicación entre la línea de defensa frontal y la unidad de artillería se desconectaron, por lo que Csuri se ofreció como voluntario para cruzar las líneas enemigas sin ayuda de nadie para llevar información al cuartel general aliado. Debido a esto, Csuri recibió la estrella de bronce por heroísmo en 1945.
Con posterioridad a su alistamiento en el ejército, Csuri regresó a Ohio para cursar su maestría en Arte (1948). Al año siguiente pasaría a ser miembro de la facultad Arte de la universidad. Fue profesor titular de Educación Artística (1978), profesor de Informática en ciencias de la información (1986) y profesor emérito (1990). Además fue un reconocido mentor y asesor de posgrado, al menos trece de sus estudiantes de doctorado actualmente se encuentran trabajando para los principales estudios de animación de Estados Unidos
Empezó a hacer experimentos con computadoras durante la década de 1960, llevándolo a crear su primera obra de arte digital en 1964. Para la elaboración de sus obras, Csuri utilizó multimedios basados en computadora, tales como plóteres, lienzos y serigrafías, asimismo se dedicó a hacer esculturas de máquinas fresadoras, hologramas, animación y NFT’s. 
En 1970, organizó la exposición “Sistemas visuales y sonoros interactivos” en donde expuso sus obras y, el año posterior a ese, fundó el Grupo de Investigación de Gráficos por Computadora (CGRG).
En el año de 1978 empezó a trabajar como profesor de educación artística, convirtiéndolo en el profesor más joven de OSU con los títulos académicos en Bellas Artes, Ingeniería y Ciencias de la Computación.
Tras encabezar múltiples desarrollos en el campo de los gráficos por computadora, en 1984 fundaCranston Csuri Productions, una de las primeras compañías de animación por computadora en el mundo. 
Csuri fue profesor durante más de cuarenta años en la Universidad Estatal de Ohio; entre 1971 y 1987 cofundó el Centro de Supercomputadoras de Ohio, y de manera independiente, en 1981 fundaría la Cranston/Csuri Productions que se convertiría en uno de los estudios pioneros en producción de animación digital del mundo. Para 1987, estos grupos se fusionaron con el propósito de formar el Centro de Computación Avanzada para las Artes y el Diseño (ACCAD), el cual permanece en funcionamiento hasta 2022.los cuales permanecen en funcionamiento hasta la fecha. 

El trabajo histórico, artístico y tecnológico de Csuri fue presentado en "The Today Show" y "Entertainment Tonight". Un mayor reconocimiento de su carrera llegó en 1998 en forma de una exhibición retrospectiva realizada por Siggraph en la Conferencia Internacional de Gráficos por Computadora, lo que dio ocasión a la revista The Smithsonian Magazine para exponer sus obras en la portada y elaborar un artículo acerca de su arte pionero.
[Csuri] puede ser lo más parecido, en esta nueva forma de arte, a un Antiguo maestro. 
Tres años después, en un perfil del New York Times de 1998, Csuri se refirió a sí mismo como "el primer artista con credenciales artísticas serias para trabajar con la computadora". Aunado a esto, la curadora Barbara London, quien abogó por el videoarte y el arte sonoro como medios de importancia en el Museo de Arte Moderno, dijo que Csuri estaba “adelantado a su tiempo”.
Csuri falleció en Lakewood Ranch, Florida, el 27 de febrero de 2022, a la edad de 99 años.

### Arte digital
El trabajo de Csuri ha sido considerado como inclasificable: ni lo suficientemente artístico para que sea clasificado como arte ni lo suficientemente orientado digitalmente para que sea considerado parte del mundo tecnológico. A pesar de las adversidades que enfrentó a lo largo de su carrera, Csuri encontró admiradores por las formas inusuales en que fusionó las prácticas artísticas tradicionales, tales como la pintura con algoritmos y la programación.
Sus primeras piezas de arte digital fueron dadas a conocer en 1964, y rápidamente, tanto el Museo de Arte Moderno (MoMA) como la Asociación de Gráficos del Grupo de Interés Especial de Maquinaria de Computación (ACM SIGGRAPH) reconocieron su trabajo; en particular, el cortometraje animado Hummingbird de 1967, que realizara en colaboración con James Shaffer, se encuentra en la colección permanente del MoMa como uno de los primeros ejemplos de la animación por computadora.
En el 2000, la labor de Csuri fue reconocida con dos premios: el Premio del Gobernador de Ohio para las Artes y la Medalla Sullivant del Estado de Ohio, este último conocido como el mayor honor que otorga dicha institución.
El arte de Charles Csuri ha sido exhibido, coleccionado y reconocido alrededor del mundo. Museos que ostentan su obra dentro de sus colecciones permanentes son: el MOMA y The Whitney Museum of Art, en Nueva York; el Museo de Arte de Filadelfia, el Museo Victoria y Alberto, en Londres; el Centro Pompidou en París; el Museo Nacional de Arte Contemporáneo, en Zagreb, Croacia y el Centro de Arte y Medios Tecnológicos de Karlsruhe en Alemania. Dentro de sus exposiciones más destacadas se encuentran: 42.ª Bienal de Venecia, Italia y en 2010, la exhibición retrospectiva Beyond Boundaries, la cual viajó a museos de toda Europa y Asia con más de 90 obras del autor. 

#### Obras
Entre las obras más destacadas de Csuri figuran: Random War (1967), Sine Curve Man (1967), Wondrous Spring (1992), Spinning (1994), A Happy Time (1996), Random War Pics (2013), Despair (2016), Doddle (2016), Vejez (2016) y ribFIG (2016).

##### Random War (1967)
Random War es un programa que representa las reflexiones de Csuri acerca de su tiempo durante la guerra, en especial acerca de la aleatoriedad de la muerte y pérdida que ocurre durante actos militares.
La obra consiste en un dibujo de un soldadito de juguete que un programa computacional distribuye de manera aleatoria en un campo de batalla, dividiendo 400 de los "soldados" en un bando rojo y un bando negro; incluyendo una lista de bajas, heridos, desaparecidos y sobrevivientes; un héroe para cada bando; medallas al valor y buena conducta. Dicha lista era conformada por nombres reales dados al programa.
Fue incluida en la apertura del Instituto de Arte Contemporáneo de London ICA en 1968, parte de “Serendipia Cibernética”, una de las primeras exhibiciones internacionales devotas a la relación del Arte y la Computación.

##### Hummingbird (1968)
Su obra más reconocida es Hummingbird (1968), una animación generada por computadora de un pájaro cuya imagen parece doblarse y separarse. Compuesta por más de 30,000 imágenes individuales, la película se elaboró a través de un laborioso proceso en el cual se tuvo que utilizar una computadora IBM 704 para crear las imágenes del colibrí. Cada imagen contenía información para un plotter de tambor que, cuando las imágenes pasaban a través de él, las convertiría en un dibujo a pluma.
Hummingbird fue originalmente encargada para una serie de películas generadas a computadora que acompañarían a la exposición "La máquina vista al final de la era mecánica" del Museo de Arte Moderno. La obra fue una de las primeras de su tipo en ingresar a las propiedades del MoMA. 
La historiadora de arte Christiane Paul llamó a la película un "hito de la animación generada por computadora" en su libro Digital Art de 2003.

##### Birds in the Hat (1968)
Birds in the Hat es un ejemplo de uno de los primeros dibujos de plotter, una técnica de impresión que permitía que una pluma de tinta fuera guiada por una entrada digital.
Ejecutado con una computadora IBM 7094 y un plotter de tambor, el proyecto transforma matemáticamente un dibujo de pájaros jugando alrededor de un sombrero en una serie de imágenes en las que se vía a los pájaros bailando en fases divididas a lo largo de una composición horizontal.
Según Csuri, «Birds in the Hat personifica el interés del artista en la transformación de la imagen análoga a la transformación del espíritu humano».

##### The Muse
En la obra The Muse, Csuri combinó pintura de empaste pesado con renderizado 3D en una técnica llamada "Texture Mapping (mapeo de textura)". El efecto fue creado mediante un proceso en el que el Csuri mapeó la superficie de una de sus pinturas de óleo, traduciendo el relieve de la pintura en datos.
El historiador Maurizio Calvesi destacó esta pieza en un volumen de Art Dossier de 1990, discutiendo los estrechos vínculos de Csuri con varios círculos de artistas de Nueva York, en los que se encontraban figuras como Roy Lichtenstein y Allan Kaprow.

### Aportes al campo de la ciencia y la tecnología
Csuri controló e implementó numerosos detalles al diseñar cada aspecto del espacio tridimensional: Sus herramientas fueron creadas utilizando un software propietario y utilizó un generador de imágenes aleatorias para crear variaciones en sus diseños originales. El trabajo de Csuri se ha aplicado a simuladores de vuelo, diseños asistidos por computadora, visualización de fenómenos científicos, imágenes de resonancia magnética, educación para sordos, arquitectura y efectos especiales para televisión y películas.